# 南総鉄道
南総鉄道（なんそうてつどう）は、かつて千葉県に存在した鉄道路線およびその運営会社である。
房総線（現在の外房線）茂原駅と小湊鉄道鶴舞町駅（現在の上総鶴舞）を結ぶ房総半島横断路線として計画されたが、途中の市原郡内田村（現在の市原市奥野）の奥野駅まで開業したのみで、経営の不振により部分開業から8年半後の1939年（昭和14年）に廃止された。

## 概要
千葉県茂原町（現・茂原市）から庁南町（現・長南町）にかけては1909年（明治42年）から庁南茂原間人車軌道が走っていたが、徐々に時代遅れのものになってきており、1923年（大正12年）になると地元ではこれに見切りをつけて蒸気鉄道の建設を計画する。こうして、1926年（大正15年）に南総鉄道が資本金438,750円で設立された。社長は豊栄村の開業医で長生郡議会議員でもあった糸井玄。本社は当初茂原町内に置かれたが、後に笠森寺駅構内に移転している。1927年（昭和2年）1月19日に認可を受け、7月10日に第1期工事として、茂原 - 笠森寺間を着工したが、資金難から1928年（昭和3年）10月には早くも工事は中断に追い込まれた。
社長の糸井は事態を打開するために、知人の紹介で、工事ならびに事業への参加を福井県の発電所工事や各種電気工事請負業者伊藤仁作に要請することになった。この間の経緯は糸井が南総鉄道開通後に風戸勝三郎に語った談話として残されている。糸井は、名目上社長にとどまったが、経営は伊藤仁作とその関係者に委ねられ、鉄道連隊の助力も得て1930年（昭和5年）8月1日に同区間を開通させた。
開業当初は旅客輸送のみを気動車（ガソリンカー）で行なったが、すでにバス輸送が浸透していたことなどもあって経営は苦しいものであった。それは1932年（昭和7年）に茂原駅から九十九里海岸方面の白潟村への延長線の免許申請が現状での成業の見込み無しという理由で却下されている事からもうかがい知れる。1933年（昭和8年）には笠森寺 - 奥野間を延伸開業させるが、乗客が増えるどころか建設費が負担になって赤字が増加してしまう。その後も、蒸気機関車を導入しての貨物輸送、路線バス事業への進出、笠森寺付近での小遊園地建設などさまざまな経営改善策が取られたが経営状況が好転することはなかった。廃線直前には、「給料が払えないことから従業員が社長宅に押しかけた」などと、出典を明示せず書かれた資料もあるが、廃線まで車掌として勤務していた社員は「月給は30円前後で、家への仕送りもできました、（経営不振で給料が払えなかったという話には）、そんなことはない」と否定している。経営者の伊藤仁作は、戦前期のいわゆる地方財閥で国内外で複数の事業を経営しており、この事業で損失は被っているものの、給料の未払いなどはなく、工事代金の未収分も含め伊藤家で負担している。
1939年（昭和14年）3月1日、茂原 - 奥野間の全線が廃止された。廃線後の路盤は農道などに転用されたほか、上総蔵持 - 深沢間のトンネルは拡幅されて現国道409号のトンネルとなった。
なお、鉄道廃線後もバス部門は同じ経営陣で笠森自動車として営業を続けたが、1944年（昭和19年）に戦時統合によって小湊鉄道バスに統合された（『続長柄町史』によれば、袖ケ浦自動車会社（小湊鉄道傘下）に買収されたのち1944年に小湊バスに統合とある）。1944年（昭和19年）、笠森の南総鉄道本社跡を「小湊バス茂原営業所笠森車庫」とし、25人の運転手、30人の車掌の宿舎を置いた。「笠森車庫」はのちに移転して「長南車庫」となり、長南営業所に変遷している。同営業所では、茂原 - 奥野 - 上総鶴舞間で南総鉄道とほぼ同じ経路を通るバス路線を運行している。

### 路線データ
廃止時点
- 路線距離（営業キロ）：12.2km[14]
- 軌間：1067mm[14]
- 駅数：18駅（起終点駅含む）
- 複線区間：なし（全線単線）
- 電化区間：なし（全線非電化）

## 運行形態
1935年12月時点
- 茂原 - 奥野間に11往復、笠森寺 - 奥野間に2往復の旅客列車が運行されていた。全線の所要時間は33分で、運賃は31銭であった。旅客輸送は通常全てガソリンカーが行なったが、笠森寺御開帳の日には房総線からの直通客車が入ることもあった。
- 貨物輸送に関しては、取扱は行なっていたものの実際にはあまり運行されることはなかった。

この項全て白土 「失われた鉄道・軌道を訪ねて（6） 南総鉄道」 に拠る

## 歴史
- 1925年（大正14年）9月3日 茂原 - 鶴舞間の免許取得[15]
- 1926年（大正15年）9月14日 南総鉄道株式会社が設立[16][17]
- 1927年（昭和2年）7月4日 国鉄茂原駅-小湊鉄道鶴舞町駅間工事着手[18]
- 1930年（昭和5年）8月1日 茂原 - 笠森寺間開業 (11.2km)。上総高師駅・本茂原駅・藻原寺駅・上茂原駅・須田駅・豊栄駅・千田駅・長南駅・上総蔵持駅・笠森寺駅開業[19]
- 1931年（昭和6年）4月10日 長南元宿駅・深沢駅開業
- 1932年（昭和7年）
  - 1月1日 昌平町駅・米満駅開業
  - 5月23日 箕輪学校前駅開業
  - 6月11日 内燃動力併用認可（当局の誤りによる追認）
- 1933年（昭和8年）
  - 1月31日 奥野 - 鶴舞間免許を奥野 - 牛久間に変更することが許可される
  - 2月1日 笠森寺 - 奥野間開業 (1.0km)、全通。稚児関駅・奥野駅開業[20]
- 1935年（昭和10年） 貨物扱いを開始
- 1939年（昭和14年）3月1日 茂原 - 奥野間全線廃止 (-12.2km)
- 1944年（昭和19年）11月21日 笠森自動車が小湊鉄道バスに統合

## 駅一覧
廃止時点
茂原（もばら、開業当時は「もはら」）駅 - 上総高師（かずさたかし）駅 - 本茂原（ほんもはら）駅 - 昌平町（しょうへいちょう）駅 - 藻原寺（そうげんじ）駅 - 箕輪学校前（みのわがっこうまえ）駅 - 上茂原（かみもはら）駅 - 須田（すだ）駅 - 米満（よねみつ）駅 - 豊栄（とよさか）駅 - 千田（せんだ）駅 - 長南元宿（ちょうなんもとじゅく）駅 - 長南（ちょうなん）駅 - 上総蔵持（かずさくらもち）駅 - 深沢（ふかさわ）駅 - 笠森寺（かさもりじ）駅 - 稚児関（ちごせき）駅 - 奥野（おくの）駅

## 接続路線
- 茂原駅：房総線（1933年より房総東線、現在の外房線）

## 輸送・収支実績
| 年度 | 乗客（人） | 貨物量（トン） | 営業収入（円） | 営業費（円） | 益金（円） | その他益金（円） | その他損金（円）           | 支払利子（円） | 政府補助金（円） |
| ---- | ---------- | -------------- | -------------- | ------------ | ---------- | ---------------- | -------------------------- | -------------- | ---------------- |
| 1930 | 89,335     |                | 12,484         | 18,766       | ▲ 6,282    | 減資差益24,216   | 雑損18,028                 | 18,325         |                  |
| 1931 | 113,227    |                | 12,669         | 17,768       | ▲ 5,099    |                  | 雑損43                     | 12,275         |                  |
| 1932 | 115,681    |                | 12,856         | 22,480       | ▲ 9,624    |                  | 雑損1,166自動車283         | 17,813         | 45,018           |
| 1933 | 112,259    |                | 13,187         | 28,828       | ▲ 15,641   |                  | 雑損21,489自動車4,484      | 20,287         | 27,811           |
| 1934 | 102,573    |                | 13,535         | 27,895       | ▲ 14,360   |                  | 雑損56自動車6,692          | 21,442         | 27,948           |
| 1935 | 98,373     | 1,529          | 12,754         | 26,237       | ▲ 13,483   | 債務免除242      | 雑損12,629自動車10,868     | 21,397         | 28,393           |
| 1936 | 83,708     | 2,142          | 12,547         | 24,974       | ▲ 12,427   | 債務免除4,519    | 雑損21,447自動車9,354      | 20,121         | 28,432           |
| 1937 | 99,621     | 1,643          | 18,123         | 27,662       | ▲ 9,539    |                  | 雑損償却金7,388自動車2,850 | 9,795          | 11,406           |

- 鉄道統計資料、鉄道統計各年度版

## 車両
当初、動力車はガソリンエンジン搭載の小型気動車（ガソリンカー）のみで運行されており、貨車もガソリンカーで牽引していた。1935年に蒸気機関車1両（旧鉄道省120形121→1）と有蓋車（ワ1、旧鉄道省ワ1216）、無蓋車（ト1、旧鉄道省ト11009）を追加で導入しているが、最後までガソリンカー主体の運行であった。
気動車は1930年の開業当時に、雨宮製作所で50人乗り車キハ101・102の2両を製造したが、前面窓下ヘッドライト付で角張った車体を持つことから「重箱」のニックネームで呼ばれた車両であった。1932年にはやや軽快なスタイルの40人乗り車キハ103を増備、当時すでに雨宮が倒産していたことからこの1両のみ日本車輌製造東京支店で製造させている。いずれも半鋼製車体を持つ4輪の小型車で、アメリカ・ブダ社製のエンジンを床下搭載し、歯車式変速機を介して1軸を駆動する。なお、キハ103は廃線後飯山鉄道に転じてキハ51となり、さらにその後日立航空機へ譲渡された。越生鉄道キハ1形気動車は同形である。
南総鉄道は当初、蒸気動力で認可を受けていたものの、内燃動力使用の認可を受けないままにガソリンカーのみで営業を開始した。監督官庁は開業時、ガソリンカー2両に関する設計認可を与えておきながら、その前提となる内燃動力併用認可がなかったことに迂闊にも気付いていなかった、という珍エピソードがある。「内燃動力未認可」のミスが発覚したのは実に2年後のキハ103増備に伴う設計申請の際で、当局はやむなく設計認可と同時に、内燃動力併用認可を与える便宜を図った。